# Honey Lemon Soda
Honey Lemon Soda (яп. ハニーレモンソーダ, Hanī Remon Sōda, укр. Медово-лимонна содова) — манґа, написана та проілюстрована Майю Муратою. Вона публікується в сьодзьо-журналі Shueisha Ribon з грудня 2015 року, а її глави зібрані в 27 томах танкобонів станом на грудень 2024 року. Екранізація у форматі живого кіно вийшла в липні 2021 року, а адаптація у вигляді аніме-серіалу, вироблена TMS Entertainment та анімована J.C.Staff, прем'єрувалася в січні 2025 року на телеканалі Fuji TV в програмному блоці +Ultra.

## Сюжет
Тиха і сором'язлива Ука Ісіморі отримала прізвисько «камінь» ще з середньої школи. Вступивши до старшої школи, вона зустрічає хлопця на ім'я Кай Міура, чий вигляд і характер нагадують їй медово-лимонну содову. Коли вони починають спілкуватися, стосунки Уки з Каем надихають її ставати більш впевненішою.

## Персонажі
- Ука Ісіморі (яп. 石森 羽花, Ishimori Uka)
- Кай Міура (яп. 三浦 界, Miura Kai)
- Серина Канно (яп. 菅野 芹奈, Kanno Serina)
- Аюмі Ендо (яп. 遠藤 あゆみ, Endō Ayumi)
- Томоя Такаміне (яп. 高嶺 友哉, Takamine Tomoya)
- Сатору Сето (яп. 瀬戸 悟, Seto Satoru)

## Медіа

### Манґа
Написана та проілюстрована Майю Муратою, манґа Медово-лимонна содова почала публікацію в сьодзьо-журналі Shueisha «Ribon» 28 грудня 2015 року. Станом на грудень 2024 року було випущено 27 томів танкобонів.
У липні 2022 року Yen Press оголосила, що отримала ліцензію на публікацію серії англійською мовою.

#### Список томів
| №  | Дата виходу       | ISBN                   |
| -- | ----------------- | ---------------------- |
| 1  | 25 травня 2016    | ISBN 978-4-08-867416-2 |
| 2  | 23 вересня 2016   | ISBN 978-4-08-867431-5 |
| 3  | 25 січня 2017     | ISBN 978-4-08-867443-8 |
| 4  | 25 квітня 2017    | ISBN 978-4-08-867459-9 |
| 5  | 25 серпня 2017    | ISBN 978-4-08-867470-4 |
| 6  | 25 грудня 2017    | ISBN 978-4-08-867483-4 |
| 7  | 25 квітня 2018    | ISBN 978-4-08-867497-1 |
| 8  | 24 серпня 2018    | ISBN 978-4-08-867510-7 |
| 9  | 25 грудня 2018    | ISBN 978-4-08-867524-4 |
| 10 | 25 квітня 2019    | ISBN 978-4-08-867545-9 |
| 11 | 23 серпня 2019    | ISBN 978-4-08-867558-9 |
| 12 | 25 грудня 2019    | ISBN 978-4-08-867571-8 |
| 13 | 24 квітня 2020    | ISBN 978-4-08-867582-4 |
| 14 | 25 серпня 2020    | ISBN 978-4-08-867595-4 |
| 15 | 25 грудня 2020    | ISBN 978-4-08-867609-8 |
| 16 | 23 квітня 2021    | ISBN 978-4-08-867616-6 |
| 17 | 21 липня 2021     | ISBN 978-4-08-867628-9 |
| 18 | 25 листопада 2021 | ISBN 978-4-08-867639-5 |
| 19 | 25 березня 2022   | ISBN 978-4-08-867653-1 |
| 20 | 25 липня 2022     | ISBN 978-4-08-867672-2 |
| 21 | 25 листопада 2022 | ISBN 978-4-08-867687-6 |
| 22 | 24 березня 2023   | ISBN 978-4-08-867708-8 |
| 23 | 25 липня 2023     | ISBN 978-4-08-867721-7 |
| 24 | 24 листопада 2023 | ISBN 978-4-08-867737-8 |
| 25 | 24 квітня 2024    | ISBN 978-4-08-867749-1 |
| 26 | 23 серпня 2024    | ISBN 978-4-08-867771-2 |
| 27 | 24 грудня 2024    | ISBN 978-4-08-867784-2 |

### Ігровий фільм
У вересні 2020 року було оголошено, що серія отримає екранізацію у форматі живого кіно, в головних ролях — учасник групи Snow Man Раул як Кай Міура та Ай Йошікава як Ука Ісіморі. Фільм був поставлений Коджі Шінтоку, за сценарієм Намі Кіккави. Прем'єра в Японії відбулася 9 липня 2021 року. Головною піснею фільму є «Hello Hello» від Snow Man.

### Аніме
Адаптація у вигляді аніме-серіалу була анонсована 1 березня 2024 року. Серіал виробляється TMS Entertainment, анімований J.C.Staff, режисер — Хіроші Нішікіорі, сценарії написоно Акіко Ваба, дизайн персонажів — Аймі Танакі, музика — Акіра Косемура. Прем'єра відбулася 9 січня 2025 року в програмному блоці Fuji TV +Ultra. Початкова пісня — «Magic Hour», а завершальна пісня — «Wonderful World», обидві у виконанні &amp;Team. Crunchyroll транслював серіал. Plus Media Networks Asia ліцензувала серіал у Південно-Східній Азії та транслювала його на Aniplus Asia.

#### Список серій
| № серії | Назва серії                                                                                             | Режисер(и)       | Сценарист(и)   | Режисер(и) анімації                | Оригінальна дата показу |
| ------- | --- | ---------------- | -------------- | ---------------------------------- | ----------------------- |
| 1       | «Тому що я зустрів тебе» Транслітерація: «Kimi ni Deaeta kara» (яп. 君に出会えたから)                   | Хіроші Нішікорі  | Акіко Ваба     | Хіроші Нішікорі                    | 9 січня 2025            |
| 2       | «Перетворення на скарб» Транслітерація: «Takaramono ni Kawatte ku» (яп. 宝物に変わってく)               | Шідзука Ідзумі   | Акіко Ваба     | Шідзука Ідзумі, Хіроші Нішікорі    | 16 січня 2025           |
| 3       | «Наш маленький секрет.» Транслітерація: «Futaridake no Himitsu» (яп. 二人だけの秘密)                    | Козо Кайхо       | Акіко Ваба     | Хіроакі Сакураї                    | 23 січня 2025           |
| 4       | «Якими б далекими ми не були» Транслітерація: «Donna ni Hanareteitemo» (яп. どんなに離れていても)       | Хіроші Нішікіорі | Акіко Ваба     | Наґіса Міядзакі і Хіроші Нішікіорі | 30 січня 2025           |
| 5       | «Велика людина» Транслітерація: «Sutekinahito» (яп. 素敵な人)                                           | Шідзука Ідзумі   | Сейші Мінакамі | Йошікі Ямакава                     | 6 лютого 2025           |
| 6       | «У майбутньому теж...» Транслітерація: «Konosaki mo, zutto…» (яп. この先も、ずっと…)                    | Кійотака Охата   | Сейші Мінакамі | Кійотака Охата                     | 13 лютого 2025          |
| 7       | «Вибач, що кохаю його» Транслітерація: «Sukide Gomennasai» (яп. 好きでごめんなさい)                     | Масамуне Окамура | Сейші Мінакамі | Рісако Йошіда                      | 20 лютого 2025          |
| 8       | «Наберися сміливості» Транслітерація: «Yūki wo Dashite» (яп. 勇気を出して)                              | Шідзука Ідзумі   | Акіко Ваба     | Куічі Такада                       | 27 лютого 2025          |
| 9       | «Прощавай, незграбне «я»» Транслітерація: «Sayōnara Bukiyōdatta Watashi» (яп. さようなら不器用だった私) | Ютака Ямамото    | Сейші Мінакамі | Ютака Ямамото                      | 6 березня 2025          |
| 10      | «Та сторона тебе, яку ніхто не знає» Транслітерація: «Dare mo Shiranai-kun» (яп. 誰も知らない君)        | Козо Кайхо       | Акіко Ваба     | Коїчі Такада і Шідзука Ідзумі      | 13 березня 2025         |

## Сприйняття
До липня 2024 року Honey Lemon Soda мала понад 13 мільйонів примірників в обігу.
У 2021 році манґа була номінована на 45-ту премію Kodansha Manga Awards у категорії «сьодзьо». Вона також посіла 40 місце в списку «Книга року» журналу Da Vinci того року.